# Йорданка Ингилизова
Йорданка Ингилизова е българска учителка, журналистка, писателка, деятелка на културата.

## Биография
Родена е на 5 януари 1957 г. в Дулово, но от малка живее и учи в гр. Бяла, Русенско, където завършва средното си образование и активно участва в библиотечната и театралната дейност на читалище „Трудолюбие“. През 1980 г. завършва българска филология във Великотърновския университет „Кирил и Методий“ и се омъжва в Бургас, където живее и работи до края на дните си – 15 април 2012 г.
Работила е като преподавател по български език и литература в Икономическия техникум (сега Търговска гимназия) в Бургас. От 1995 г. е журналист и заместник главен редактор във в. „Свободен бряг“. По-късно става редактор и завеждащ отдел „Общество и култура“ във вестник „Черноморски фар“ (2004-2012), където от 1994 до 2004 г. създава и списва единствената по рода си в българския печат специализирана страница „Киносалон“.
Съпругът ѝ е Георги Ингилизов. Има 2 дъщери – Александра и Кристина.

## Кино
Основава първия в страната дискусионен клуб „Киноенигма-ЧФ“.
В края на 1990-те години организира в Бургас, със съдействието на Георги Дюлгеров, Божидар Манов и Рангел Вълчанов, панорами на български игрални и документални филми. Организира първата панорама на иранското кино в Бургас през 2009 г.
Пълномощник е на София филм фест от създаването на „София филм фест на брега“ през 2003 г. Става носител на Специалната награда на София филм фест „за принос в популяризирането на българското, европейското и алтернативното кино“ през 2012 г.
До 2012 г. е председател на сдружение „На брега“, което организира филмовия и театралния фестивал в Бургас.
Проучва живота на неизвестния дотогава българин от Бургас, Стивън Апостолов, който остава в историята на Холивуд като режисьор, продуцент и сценарист, създал множество нискобюджетни еротични хорър филми и работил с Ед Ууд. Нейните проучвания, интервюта и архивни снимки са публикувани в списание „Кино“ и стават основа на документална лента за житейския и творчески път на именития българин, оставил трайна следа в историята на световното кино.
По нейна инициатива и организация е учредена музикалната награда „Нуни Нанев“, която се присъжда ежегодно на ученик от НУМСИ „Панчо Владигеров“ – Бургас.
През 2009 г. е асистент режисьор на филма „Козелът“ на Георги Дюлгеров.

## Книги
Йорданка Ингилизова е автор на книгите „Кинематографът в Бургас, 1895-1944“ (1999) и „Биографичен романс за Нуни Нанев“ (2001). Те са оценени изключително високо от оперативната критика. Получава наградата на в. „Литературен вестник“ на конкурса „Южна пролет“ през 2000 г. и награда „Пегас“ през 2001 г. За книгата „Кинематографът в Бургас, 1895-1944“ кинокритикът Божидар Манов пише: „Това е не само първата и единствената история на киното в черноморския град, но и приносен дисертационен труд, едно отлично помагало не само за студенти от НАТФИЗ, но и за техните преподаватели“.
Има стотици публикации във всички значими местни и национални медии, сред които списание „Кино“, в. „Литературен форум“, в. „Култура“ и др.
Интервютата на Йорданка Ингилизова са сериозен влог в българската киноведска литература и история.

## Награди и отличия
- 2000 г. – награда на в. „Литературен вестник“ на конкурса „Южна пролет“
- 2001 г. – награда „Пегас“ на община Бургас за литература, изкуство, култура
- 2012 г. – специална награда на „София филм фест“ „за принос в популяризирането на българското, европейското и алтернативното кино“.
- 2012 г. – грамота и сребърен почетен знак „за принос в създаването и организирането на „София филм фест на брега“ и за издигането на престижа му“ от Областната управа в Бургас
- 2012 г. – специална награда на община Бургас „за организаторски талант и енергия при осъществяването на артизяви“
- 2013 г. – награда на Тракийското дружество „Стамат Апостолов“ в Бургас „за принос, съхранение и популяризиране на тракийската култура в Бургаски регион“
- 2013 г. – звание „Почетен гражданин“ на Бургас[3]